# Daïet el Kisria
Daïet el Kisria är en vattenfylld sänka i Algeriet. Den ligger i provinsen Médéa, i den norra delen av landet, 120 km söder om huvudstaden Alger.